# Rainer Sachse (Psychologe)
Rainer Sachse (* 10. Oktober 1948) ist ein deutscher Psychologe und Begründer der Klärungsorientierten Psychotherapie. Er ist Professor für klinische Psychologie an der Ruhr-Universität Bochum und leitet das Bochumer Institut für Psychologische Psychotherapie.

## Leben und Werk
Sachse studierte von 1969 bis 1978 Psychologie, Philosophie und Soziologie an der Ruhr-Universität Bochum. Im Jahr 1984 promovierte er über Das Circulus-Vitiosus-Modell der Herzneurose am Lehrstuhl für Klinische Psychologie und Psychotherapie von Dietmar Schulte an der Ruhr-Universität Bochum. 1991 erfolgte die Habilitation mit der Arbeit Meinen, Verstehen und Intervenieren im Prozess der Gesprächspsychotherapie und die Erlangung der Lehrberechtigung für das Fach Psychologie.
Seit 1998 ist Sachse außerplanmäßiger Professor für Klinische Psychologie und Psychotherapie an der Ruhr-Universität. Ferner ist er Leiter des Instituts für Psychologische Psychotherapie (IPP), einem staatlich anerkannten Ausbildungs-, Forschungs- und Therapie-Institut.
Sachse entwickelte die Klärungsorientierte Psychotherapie als eine Erweiterung der Gesprächspsychotherapie.
Dabei wurde er durch die Arbeiten Carl Rogers, Leslie Greenbergs und Klaus Grawes beeinflusst.
Sachse ist verheiratet und hat eine Tochter.

## Veröffentlichungen
- Histrionische und narzisstische Persönlichkeitsstörungen, Hogrefe, Göttingen 2002, ISBN 3-8017-1446-2.
- Klärungsorientierte Psychotherapie. Hogrefe, Göttingen 2003, ISBN 3-8017-1643-0.
- Therapie der narzisstischen und histrionischen Persönlichkeitsstörungen: Zwei Fallberichte. In: S. Barnow (Hrsg.): Persönlichkeitsstörungen: Ursachen und Behandlungen. Huber, Bern 2007.
- Grundlagen und Konzepte Klärungsorientierter Psychotherapie. Hogrefe, Göttingen 2009, ISBN 978-3-8017-2272-2.
- Klärungsorientierte Psychotherapie von Persönlichkeitsstörungen. Hogrefe, 2010.
- Klärungsorientierte Psychotherapie der narzisstischen Persönlichkeitsstörung. Hogrefe, 2011.
- Klärungsorientierte Psychotherapie der histrionischen Persönlichkeitsstörung. Hogrefe, 2012.
- Klärungsorientierte Psychothearpie der selbstunsicheren Persönlichkeitsstörung. Hogrefe, 2013.
- Klärungsorientierte Psychotherapie der dependenten Persönlichkeitsstörung. Hogrefe, 2013.
- Manipulation und Selbsttäuschung: Wie gestalte ich mir die Welt so, dass sie mir gefällt: Manipulationen nutzen und abwenden. Springer, 2014, ISBN 978-3-642-54822-2.
- Persönlichkeitsstörungen verstehen – Zum Umgang mit schwierigen Klienten. 10. Auflage. Psychiatrie Verlag, 2014, ISBN 978-3-88414-508-1. (korrigierter Nachdruck 2016)
- Kinder falsch erziehen – aber richtig. Klett-Cotta, 2016, ISBN 978-3-608-98061-5.
- Wie ruiniere ich meine Beziehung – aber endgültig. Klett-Cotta, 2018, ISBN 978-3-608-94405-1.
- Histrioniker: Mit Dramatik, Manipulation und Egozentrik zum Erfolg. Klett-Cotta, 2018, ISBN 978-3-608-96171-3.
- Selbstverliebt – aber richtig: Paradoxe Ratschläge für das Leben mit Narzissten. 10. Auflage. Klett-Cotta, 2018, ISBN 978-3-608-94098-5.
- Persönlichkeitsstile: Wie man sich selbst und anderen auf die Schliche kommt. Junfermann Verlag, 2019, ISBN 978-3-95571-909-8.
- Selbstregulation und Selbstkontrolle. Hogrefe Verlag, 2020, ISBN 978-3-8017-3046-8.